# ویتوریو کولپو

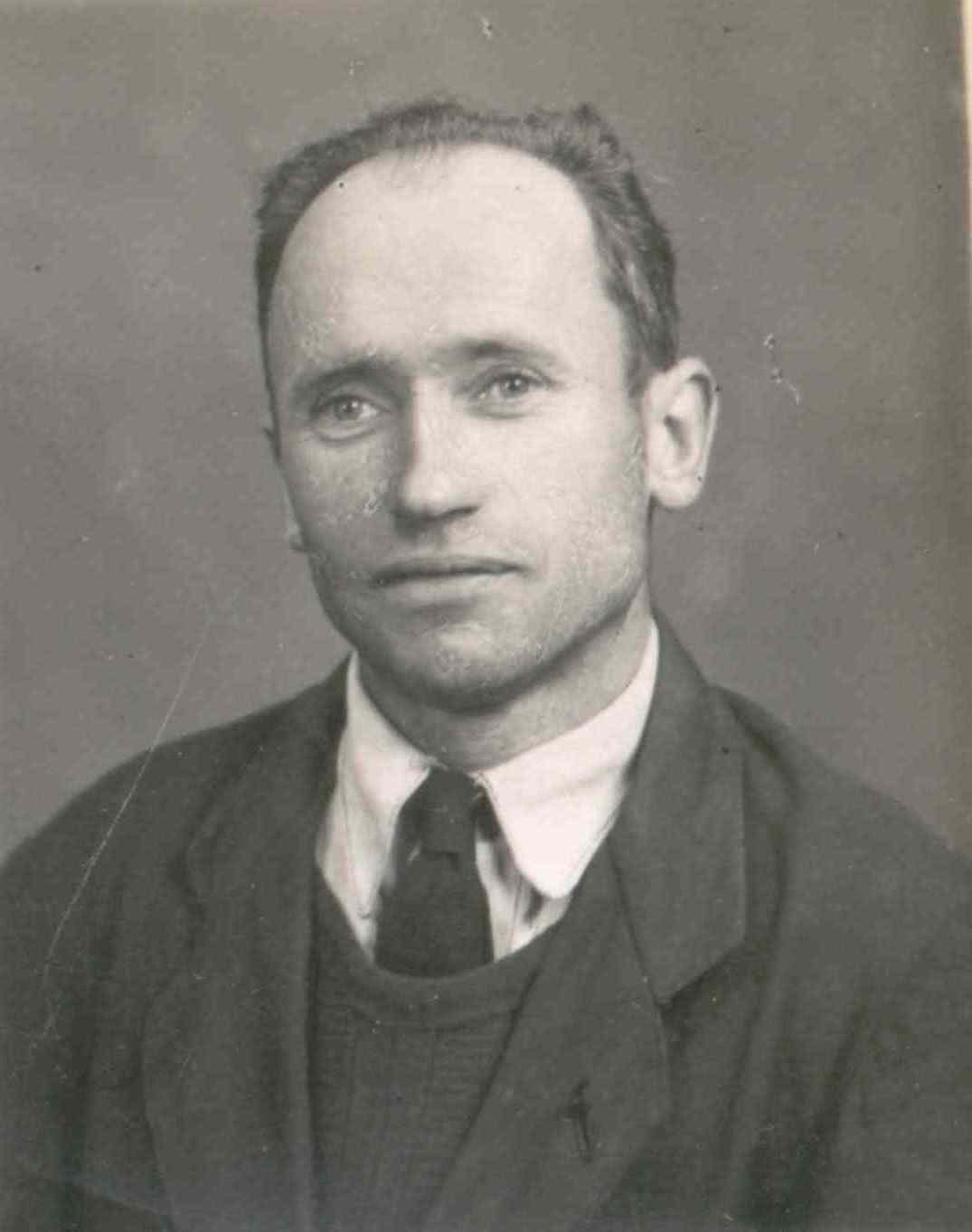
ویتوریو کولپو قبل از مرگ

ویتوریو کولپو (انگلیسی: Vittorio Culpo; ۱ ژانویهٔ ۱۹۰۴ – ۱ ژانویهٔ ۱۹۵۵) یک سرباز مقاومت ایتالیایی - فرانسوی در جنبش‌های مقاومت در جنگ جهانی دوم اهل ایتالیا بود.

## زندگی شخصی
ویتوریو در سال ۱۹۰۴ در تریسینو، حومه استان ویچنزا در ایتالیا، در یک خانواده فقیر کشاورز به دنیا آمد. در سال ۱۹۲۳، پس از نزاع خشونت‌آمیز با نیروهای فاشیست، به کوه فرار کرد ولی توسط پلیس نظامی بنیتو موسولینی همواره تحت تعقیب بود. او به فرانسه رفت و در منطقه موزل (رود) مستقر شد، ولی بعد از مدتی در استان اوورنی به تعدادی از دوستان ایتالیایی خود پیوست. در این منطقه او مشغول به کار شد و تا شروع جنگ جهانی دوم در این منطقه در آرامش بود.

## جنگ جهانی
در طول سال اول جنگ (۱۹۴۰–۱۹۳۲)، او برای گردان پیاده ۹۲ خدمت نظامی کرد و توانست که ملیت فرانسوی به‌دست بیاورد. پس از خلع سلاح (۱۹۴۰)، او به مقاومت فرانسه در شهر آلیه در مرکز فرانسه پیوست. او به سازماندهی یک تهاجم به قطار به خط کلرمون-فران کمک کرد و در این عملیات به‌شدت زخمی شد. جراحت‌های او در این عملیات به‌طور کامل بهبودی نیافت.

## درگذشت
ویتوریو کولپو در سال ۱۹۵۵ در میرفلور درگذشت. سباستین کولپو نوه بزرگ او، فیلم کوتاهی از او تهیه کرد.